# 江苏省常州高级中学
江苏省常州高级中学（英語：Changzhou Senior High School of Jiangsu Province），简称省常中（缩写：SCZ）、常中，创办于1907年11月15日（清光绪三十三年十月初十）。学校入选江苏省国家级示范高中、江苏省四星级高中，江苏省高品质示范高中建设立项学校。常州中学在2016年中国内地高中美国留学排行榜上位居第四十九。

## 著名校友

### 政坛领袖
- 瞿秋白（1899年~1935年）：中国共产党早期领导人之一，散文作家，文学评论家，革命烈士。
- 张太雷(1898年~1927年):中国共产党早期领导人之一，广州起义的主要策划者和领导人。
- 陶鲁笳(1917年~2011年):共产党高级干部。江苏溧阳人。三十年代在該校读书。曾任中共山西省委第一书记。
- 胡平(1930年~ ):浙江嘉兴人。曾任福建省省长、商业部部长。
- 蒋祝平(1937年~ ):江苏宜兴人。曾任湖北省省长、中共湖北省委书书记。

### 学者
- 刘半农(1891年~1934年)，现代著名诗人，新文化运动著名人物。江苏江阴人。首倡使用汉字“她”。
- 刘天华(1895年~1932年):音乐家。江苏江阴人，1909-1911年在該校读书。1915-1922年在該校任教。曾任北京大学等校教授。
- 钱穆(1895年~1990年):史学家、教育家、国学大师。江苏无锡人。1907-1911年於該校读书。曾任北京大学、香港大学等校教授。著作有《国史大纲》等。
- 凌纯声（1902年~1981年），民族学家，中央研究院院士。江苏武进人。1919年於該校毕业。曾任中央研究院民族研究所首任所长。
- 吕叔湘(1904年~1998年):语言学家。江苏丹阳人。1922年於該校毕业。曾任中国科学院语言研究所研究员、所长。主要著作有《中国文法要略》等。为《现代汉语词典》编者之一。
- 周有光(1906年~2017年 ):语言文字学家。江苏常州人。1923年毕业。参加并主持拟定汉语拼音《汉语拼音方案》。
- 陶希晋(1908年~1992年):法学家。江苏溧阳人。1926年於該校毕业。曾任第五届全国人大常委会法制委员会副主任。
- 徐复(1912年~2006年):语言学家。江苏武进人。1929年肄业，童年就读金陵大学中文系。为黄侃、章太炎嫡传弟子。著有《序跋集》、《晚学集》等。

### 院士
- 潘菽(1897年~1988年):中国科学院院士。心理学家。江苏宜兴人。1917年该校毕业。曾任南京大学校长、中国科学院心理研究所所长。
- 史绍熙(1915年~2000年):中国科学院院士。热物理学家。江苏宜兴人。1935年該校毕业。曾任天津大学校长。其弟史绍熙（兄弟二人重名）曾任常州中学校长。
- 吴汝康(1916年~ ):中国科学院院士。人类学家。江苏常州人。1935年该校毕业。中国科学院古脊椎动物与古人类研究所研究员、副所长。
- 陈太一(1921年~ ):中国工程院院士。通信系统工程专家。江苏宜兴人。1933-1934年在该校读书。曾任中国人民解放军南京通信工程学院副院长。
- 侯云德(1929年~ ):中国工程院院士。病毒学专家。江苏常州人。1948年该校毕业。中国预防医学科学研究员。
- 王之江(1930年~ ):中国科学院院士。光学专家。江苏常州人。1948年该校毕业。曾任中国科学院上海光学精密机械研究所所长。
- 薛鸣球(1930年~ ):中国工程院院士。光学专家。江苏宜兴人。1948年該校毕业。西安光学精密机械研究所研究员、苏州大学教授。
- 刘伯里(1931年~ ):中国工程院院士。放射化学专家。江苏常州人。1950年該校毕业。北京师范大学应用科学与技术学院院长。
- 李猷嘉(1932年~ ):中国工程院院士。燃气工程专家。江苏常州人。1950年該校毕业。中国市政工程华北设计研究院（天津）教授级高级工程师。
- 徐至展(1938年~ ):中国科学院院士。物理学家。江苏常州人。1956年該校毕业。1992-2001年任中国科学院上海光学精密机械研究所所长。

## 历届校长
- 屠元博（1907年－1913年）
- 童伯章（1913年－1925年）
- 史绍熙（1951年－1966年、1978年－1985年）
- 丁浩生（1985年－2000年）
- 韩涛（2001年－2003年）
- 王定新（2003年－2008年）
- 丁伟明（2008年－2010年）
- 张耀奇（2010年－2014年）
- 史品南（2014年－2022年）
- 曹新跃（2022年－)

## 校长助理
- 陈冠蟹(2014年~)

## 校训
- 校训：存诚，能贱
- 校风：严谨、活泼、创造
- 教风：勤奋、厚实、爱生
- 学风：好学、求实、攀登

## 校歌
常州府中学堂校歌
|  | 大江浩瀚，灌中吴万顷膏腴。更笠泽澄波，铜峰攒翠，秀灵磅礴扶舆。 是为毗陵名郡，自延陵文物启东吴，迄今四千余载，名誉震寰区。 峨峨讲舍，是我中学，八邑建中枢。莘莘群彦，敦品立行，拨汇复连茹。 愿养便楠作栋梁，擎天有柱巩皇图。 勉诏前微，为光家国，宏兹远模。 |

## 成就

### 常中星
2009年3月23日，紫金山天文台近地天體探測項目在盱眙发现了小行星448988，其临时编号为2012 AS14。
经中国科学院紫金山天文台提名，2021年7月4日，国际天文学联合会用江苏省常州高级中学的简称“常中”，把小行星448988永久命名为“常中星”（Changzhong）。